# Everywhere at the End of Time
Everywhere at the End of Time (tạm dịch: Bất kì đâu tại tận cùng của thời gian) là một series các album phòng thu của The Caretaker, một nghệ danh của nhạc sĩ điện tử người Anh Leyland Kirby. Được phát hành từ năm 2016 đến năm 2019, sáu "giai đoạn" của nó được tạo nên từ các vòng lặp dần dần suy thoái được lấy sample từ âm nhạc phòng khiêu vũ để miêu tả sự tiến triển của bệnh Alzheimer. Lấy cảm hứng từ thành công của An Empty Bliss Beyond This World (2011), Kirby đã sản xuất Everywhere như tác phẩm chính cuối cùng của mình dưới nghệ danh. Album được sản xuất tại Kraków và phát hành cách nhau khoảng thời gian sáu tháng để "mang lại cảm giác thời gian trôi qua". Bìa album là những bức tranh trừu tượng của họa sĩ Ivan Seal. Loạt album lấy cảm hứng từ những điểm giao nhau giữa các tác phẩm của nhà soạn nhạc William Basinski và nhạc sĩ điện tử Burial; những giai đoạn sau bị ảnh hưởng bởi nhà soạn nhạc phong cách avant-garde John Cage.
Loạt album có độ dài sáu tiếng, miêu tả nhiều cung bậc cảm xúc và được đặc trưng bởi tiếng ồn xuyên suốt. Mặc dù ba giai đoạn đầu có phong cách tương tự An Empty Bliss, ba giai đoạn cuối bắt đầu chuyển hướng đi khác các tác phẩm ambient trước đó của Kirby. Album phản ánh sự rối loạn và cái chết của bệnh nhân, cảm xúc của họ và hiện tượng minh mẫn cuối đời. Để quảng bá series, Kirby đã hợp tác với nghệ sĩ thị giác ẩn danh Weirdcore để thực hiện các video âm nhạc. Lúc đầu, lo lắng về việc liệu album có vẻ giả tạo hay không, Kirby đã nghĩ đến việc không sản xuất Everywhere chút nào; sau lại dành nhiều thời gian để sản xuất nó hơn bất kỳ bản phát hành nào khác của mình. Các bìa album đã nhận được sự chú ý từ một cuộc triển lãm nghệ thuật ở Pháp được đặt tên theo album Everywhere, An Empty Bliss (2019), một album tổng hợp các bài hát được lưu trữ của The Caretaker.
Theo từng giai đoạn được ra mắt, album ngày càng nhận được những đánh giá tích cực từ giới phê bình; thời lượng và chủ đề về chứng mất trí nhớ của nó khiến nhiều người đánh giá cảm thấy xúc động với phiên bản hoàn chỉnh. Được coi là tác phẩm kiệt tác của Kirby, Everywhere là một trong những bản thu âm được khen ngợi nhất cuối những năm 2010. Những người chăm sóc những người bị suy giảm trí nhớ cũng ca ngợi các album đã tăng sự đồng cảm với bệnh nhân ở những người nghe trẻ, mặc dù một số bác sĩ cảm thấy mạch biểu đạt của loạt album quá mạch lạc. Nó đã trở thành một hiện tượng Internet vào đầu những năm 2020, nổi lên trong mạng xã hội TikTok, được chuyển thành một mod cho trò chơi điện tử Friday Night Funkin' (2020) và xuất hiện trong nhiều meme.

## Hoàn cảnh ra đời

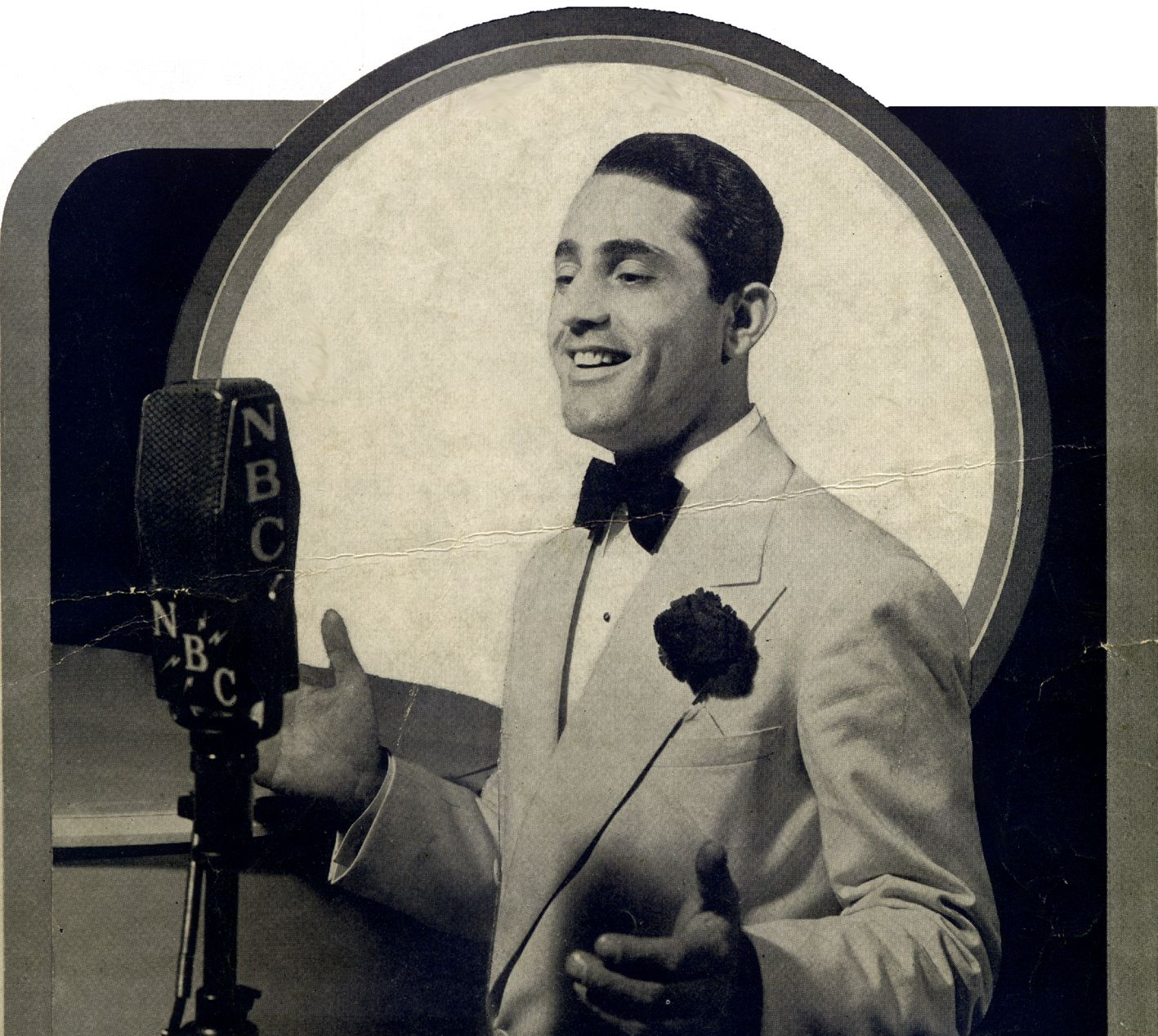
Al Bowlly, một nghệ sĩ big band được lấy sample cho Everywhere at the End of Time

Năm 1999, nhạc sĩ điện tử người Anh Leyland Kirby lấy nghệ danh là The Caretaker, phát hành các tác phẩm lấy sample từ các bản thu âm big band. Kirby đã lấy cảm hứng từ cảnh phòng khiêu vũ ma ám trong bộ phim The Shining (1980) của nhà làm phim Stanley Kubrick, như được thấy trong album đầu tay của nghệ danh, Selected Memories from the Haunted Ballroom (1999). Các đĩa hát đầu tiên có phong cách ambient sẽ nổi bật trong các bản phát hành cuối cùng của nghệ danh. Dự án lần đầu tiên khám phá chứng mất trí nhớ trong Theoretically Pure Anterograde Amnesia (2005), một album có thời lượng ba tiếng miêu tả căn bệnh mất trí thuận chiều. Đến năm 2008, Persistent Repetition of Phrases đã chứng kiến nghệ danh The Caretaker thu hút được sự chú ý của giới phê bình và lượng người hâm mộ lớn hơn.
Năm 2011, Kirby phát hành An Empty Bliss Beyond This World, nhận được sự hoan nghênh vì sự khám phá của nó về bệnh Alzheimer. Mặc dù Kirby ban đầu không muốn sản xuất thêm âm nhạc với tư cách là The Caretaker, nhưng cho biết, "rất nhiều người thích An Empty Bliss. Vì vậy, tôi tự nghĩ, 'Tôi có thể làm gì mà không phải An Empty Bliss một lần nữa?'" Kirby cảm thấy khái niệm duy nhất còn lại để khám phá là "các giai đoạn của chứng mất trí". Đây sẽ là bản phát hành cuối cùng của The Caretaker; Kirby nói, "Tôi không biết tôi có thể dẫn nó tới đâu sau vụ này." Everywhere at the End of Time đại diện cho "cái chết" của chính nghệ danh The Caretaker, với một sample từ Selected Memories xuất hiện ở cuối Giai đoạn 6.

## Phong cách âm nhạc
Simon Reynolds
Các album, mà Kirby mô tả là khám phá "sự tiến bộ và toàn bộ" của chứng sa sút trí nhớ, trình bày các tiêu đề và mô tả bài hát thơ mộng cho từng giai đoạn, đại diện cho một người bị sa sút trí nhớ và cảm xúc của họ. Ý tưởng về sự suy thoái, u sầu, bối rối và trừu tượng hiện hữu khắp nơi. Tiny Mix Tapes gợi ý rằng, là tác phẩm cuối cùng của nghệ danh The Caretaker, Everywhere "đe dọa mọi lúc mọi nơi là sẽ nhường chỗ cho không gì cả." Các album có tính thể nghiệm, tiên phong; tạp chí âm nhạc Fact đã ghi nhận một "mối liên hệ kiểu hauntology" giữa phong cách phòng khiêu vũ của Everywhere và một số nhánh phụ của vaporwave. Tác giả Sarah Nove khen ngợi Everywhere thiếu sự hào quang vật chất, trong khi Matt Mitchell của Bandcamp Daily viết rằng album kết thúc bằng "catharsis thanh tao".
Việc khám phá sự suy thoái của series đã được so sánh với The Disintegration Loops (2002–2003) của nhạc sĩ William Basinski. Không giống như tác phẩm của Kirby, The Disintegration Loops tập trung vào sự suy thoái vật lý của băng đĩa trùng hợp với vụ tấn công ngày 11 tháng 9 - không phải sự suy thoái do phần mềm tạo ra, đại diện cho một căn bệnh thần kinh. Mặc dù tích cực về các tác phẩm của Basinski, Kirby cho biết các tác phẩm của mình "không chỉ là các vòng lặp bị suy thoái. Chúng là về lý do tại sao chúng bị suy thoái và như thế nào." Âm thanh của Everywhere cũng được so sánh với phong cách của nhạc sĩ điện tử Burial; tác giả Matt Colquhoun đã viết cho The Quietus rằng cả hai nghệ sĩ đều "nêu bật 'thời kì tan vỡ của thế kỷ XXI.'" Trong khi đánh giá giai đoạn đầu tiên, các nhà báo Adrian Mark Lore và Andrea Savage đã đề xuất đĩa nhạc dành cho những người thưởng thức Basinski, Stars of the Lid và Brian Eno. Một số sample trở lại liên tục thông suốt — đặc biệt là một sample từ “Heartaches” (1931) của ca sĩ người Anh Al Bowlly — và trở nên suy thoái hơn theo từng album. Trong sáu phút cuối, người nghe có thể nghe thấy một bài hát từ Selected Memories.
Các bài hát trở nên méo mó hơn theo từng giai đoạn, phản ánh trí nhớ của bệnh nhân và sự héo mòn của nó. Phong cách jazz của ba giai đoạn đầu gợi nhớ đến An Empty Bliss, sử dụng các vòng lặp từ các đĩa than và ống trụ sáp. Ở Giai đoạn 3, các bài hát ngắn hơn — một số chỉ kéo dài trong một phút — và thường tránh sử dụng fade-out. Các giai đoạn hậu-nhận thức phản ánh mong muốn của Kirby là "khám phá sự lú lẫn hoàn toàn, khi mọi thứ bắt đầu đổ vỡ." Hai giai đoạn áp chót thể hiện sự hỗn loạn trong tiếng nhạc, đại diện cho nhận thức đã biến đổi của bệnh nhân về thực tế. Giai đoạn cuối cùng bao gồm các drone, khắc họa sự trống rỗng trong tâm trí của người đau khổ. Trong 15 phút cuối có một cây đàn organ, hợp xướng và một phút mặc niệm, miêu tả cái chết. Giai đoạn 4–6 thường được đánh dấu là trọng tâm về khái niệm của Everywhere: Miles Bowe của Pitchfork đã viết về sự tương phản của các giai đoạn sau với các tác phẩm ambient khác của Kirby là "phát triển âm thanh của nó theo những cách mới và đáng sợ", trong khi Kirby mô tả dự án là "phần nhiều về ba [giai đoạn] cuối cùng hơn ba giai đoạn đầu tiên." Trong cuốn sách Handbook of the Anthropology of Sound, Bloomsbury Academic mô tả các giai đoạn sau là "một đoạn cắt ghép mất phương hướng của những hồi tưởng chìm đắm trong sương mù dội âm", liên hệ chúng với chứng mù nhạc và ảnh hưởng của nó đối với trí nhớ âm nhạc.

### Giai đoạn 1–3
Giai đoạn 1 được mô tả là những dấu hiệu ban đầu của sự suy giảm trí nhớ, là album gần nhất trong series với "một giấc mơ ban trưa đẹp". Trên bản phát hành đĩa than, có một dòng chữ được khắc lên ghi là "Memories That Last a Lifetime". Giống như An Empty Bliss, Giai đoạn 1 bao gồm những giây mở đầu của các bản thu âm từ những năm 1920 và 1930, được lặp lại trong một khoảng thời gian dài. Các sample trong album được thay đổi cao độ, độ vang, bồi âm và tiếng kêu của đĩa than. Album có một loạt các cảm xúc, chủ yếu là về các khái niệm mà tên bài hát của nó gợi lên; những cái tên như "Into Each Others Eyes" đôi khi được hiểu là một kỷ niệm lãng mạn của bệnh nhân, trong khi những tiêu đề đáng ngại hơn, chẳng hạn như "We Don't Have Many Days", chỉ cho bệnh nhân nhận thấy cái chết của chính họ. Mặc dù là một bản phát hành upbeat của The Caretaker, một số sáng tác vui tươi của big band bị bóp méo hơn những bản khác. Một nhà phê bình đã ví nó như Eyes Wide Shut (1999) của Stanley Kubrick và các tác phẩm của nhà làm phim Woody Allen, đặc tả sự "tao nhã" trong phim của Kubrick và sự say mê chính kịch đối với tác phẩm của Allen.
Giai đoạn 2 được mô tả là "sự nhận thức rằng có điều gì đó không ổn và từ chối chấp nhận điều đó." Trái ngược với âm thanh vui tươi của giai đoạn đầu, Kirby mô tả giai đoạn thứ hai có "sự khác biệt lớn về tâm trạng". Album có âm thanh giàu cảm xúc hơn Giai đoạn 1, với nhiều giai điệu u sầu, suy thoái và buồn tẻ hơn. Các sample của album kết thúc đột ngột hơn, làm album có một bầu không khí hauntology. Tiêu đề các bài hát, chẳng hạn như "Surrendering to Despair" và "Last Moments of Pure Recall", thể hiện nhận thức của bệnh nhân về chứng bệnh của họ và nỗi buồn cùng với đó, với tên "The Way Ahead Feels Lonely" được lấy trực tiếp từ một cuốn sách về chứng mất trí nhớ của Sally Magnusson. Các bài hát có thời lượng dài hơn và có ít vòng lặp hơn, nhưng chất lượng kém hơn, tượng trưng cho việc bệnh nhân nhận ra trí nhớ suy thoái của họ và dẫn đến cảm giác cự tuyệt. Kirby mô tả giai đoạn thứ hai là giai đoạn mà một người "cố gắng và nhớ nhiều hơn bình thường"; "A Losing Battle Is Raging" thể hiện sự chuyển tiếp giữa giai đoạn đầu tiên và giai đoạn thứ hai.
Giai đoạn 3 được mô tả là bệnh nhân trải qua "một số ký ức rõ ràng cuối cùng trước khi sự lú lẫn xuất hiện hoàn toàn và sương mù xám hình thành, và rồi biến dần đi." Các sample từ các tác phẩm khác, ví dụ như từ An Empty Bliss, trở lại với âm thanh giống như dưới nước, miêu tả nỗi tuyệt vọng ngày càng tăng của bệnh nhân và sự đấu tranh để lưu lại ký ức của họ. Trong khi các giai đoạn khác có xuất hiện phần fade-out trên các bản nhạc, các bài hát của Giai đoạn 3 lại đột ngột kết thúc. Tiêu đề bài hát trở nên trừu tượng hơn, kết hợp tên của các bài hát từ các giai đoạn trước và An Empty Bliss để tạo ra các cụm từ như "Hidden Sea Buried Deep", "To the Minimal Great Hidden" và "Drifting Time Misplaced". Album tập trung vào nhận thức của bệnh nhân, là bản thu âm giống nhất với An Empty Bliss trong series. Kirby giải thích rằng Giai đoạn 3 là "giống như An Empty Bliss nhất vì đó là giai đoạn hạnh phúc mà bạn không biết rằng mình thực sự bị mất trí nhớ." Các bài hát cuối cùng của album là những giai điệu dễ nhận biết cuối cùng, mặc dù một số bài gần như mất đi chất giai điệu của chúng; trong mô tả của Kirby, Giai đoạn 3 đại diện cho "khối than hồng cuối cùng của nhận thức trước khi chúng ta bước vào những giai đoạn hậu-nhận thức."
Bài hát mở đầu của Giai đoạn 1, "It's Just a Burning Memory", giới thiệu một sample từ "Heartaches" của Al Bowlly dần dần suy thoái xuất series; Theo Kirby, Bowlly là "một trong những nhạc sĩ chính" được lấy sample trong bí danh The Caretaker. Trong ca khúc thứ ba của Giai đoạn 2, "What Does It Matter How My Heart Breaks", "Heartaches" trở lại với phong cách mệt mỏi, sử dụng một bản cover khác của bài hát. Phiên bản cụ thể này, trái ngược với phiên bản Giai đoạn 1, nghe có vẻ trầm hơn với Kirby. Bài hát thứ hai của Giai đoạn 3, "And Heart Breaks", chứa phiên bản mạch lạc cuối cùng của "Heartaches", với phần kèn trở nên giống với tiếng nhiễu trắng hơn. Các bài hát lấy sample từ "Heartaches" lấy tiêu đề từ lời bài hát, xoay quanh các chủ đề về ký ức; Bowlly hát, "I can't believe it's just a burning memory / Heartaches, heartaches / What does it matter how my heart breaks?"

### Giai đoạn 4–6
Giai đoạn 4 được mô tả là thời điểm mà tại đó "khả năng nhớ lại những ký ức đơn giản đắp đường cho sự bối rối và kinh hoàng." Nó thể hiện một phong cách nhạc tiếng ồn, trái ngược với ba giai đoạn đầu tiên, có cùng phong cách với An Empty Bliss. Đánh dấu sự bắt đầu của các giai đoạn "hậu-nhận thức", bốn bản nhạc của nó chiếm toàn bộ mỗi một mặt đĩa than. Các bản nhạc G1, H1 và J1 có tiêu đề "Post Awareness Confusions", với Bowe thì đó là một cái tên lâm sàng, trong khi I1 có tên "Temporary Bliss State". Các giai điệu không mạch lạc giới thiệu một khía cạnh siêu thực, mà một số nhà văn cho rằng đây là sự chuẩn bị cho người nghe ở hai giai đoạn cuối. Hầu hết các tác phẩm đều bỏ qua phong cách trước đó của nghệ danh và sử dụng nhiều hiệu ứng biến dạng hơn nhiều so với các giai đoạn trước. Một phân đoạn cụ thể của H1, được gọi là "Hell Sirens", sử dụng một sample tiếng kèn mà Hazelwood gọi là "một trong những khoảnh khắc kinh hoàng nhất của series."  Tuy nhiên, "Temporary Bliss State" là một bản nhạc êm dịu hơn "Post Awareness Confusions", có âm thanh thanh tao hơn. Phong cách của album được ví như album 94 Diskont (1995) của nhạc sĩ thể nghiệm Oval, với Hazelwood khẳng định "âm thanh kinh dị" của Giai đoạn 4 là đại diện cho "âm vang của giai điệu và ký ức".
Giai đoạn 5 được mô tả là có "nhiều vướng mắc nặng hơn, sự lặp lại và đứt gãy [mà] có thể nhường chỗ cho những khoảnh khắc tĩnh lặng hơn." Album mở rộng phong cách tiếng ồn của nó và có những điểm tương đồng với các tác phẩm của Merzbow và John Wiese; các giai điệu mạch lạc mất nghĩa, được thay thế bằng các sample chồng chéo. Hazelwood gọi nó là "tắc đường dạng âm thanh", ví nó như những tế bào thần kinh chứa đầy beta-amyloid. Album có sự khác biệt đáng kể so với các album trước, đôi khi sử dụng các bản thu âm gốc được giảm âm lượng thành tiếng thì thầm. Theo Falisi, nó thiếu cảm giác thoải mái; trái ngược với các dấu hiệu ban đầu của Giai đoạn 1, Giai đoạn 5 biểu hiện sự rối loạn hoàn toàn. Bản thu âm sử dụng nhiều giọng hát nhất của series và bao gồm lời bài hát tiếng Anh dễ nhận biết; gần cuối bản nhạc mở đầu, một người đàn ông thông báo, "Phần tuyển chọn này sẽ là màn độc tấu mandolin của quý ông James Fitzgerald." Giống như Giai đoạn 4, tên bài hát của Giai đoạn 5 có tính lâm sàng, nhắc tới các khái niệm sinh học thần kinh; Hazelwood coi các tiêu đề như "Advanced Plaque Entanglements" và "Sudden Time Regression Into Isolation" là tài liệu về "sự vô nhân" của chứng mất trí nhớ.
Không giống như các giai đoạn trước, mô tả của Giai đoạn 6 chỉ có một câu: "Giai đoạn 6 hậu-nhận thức là khôn tả." Esther Ju của UWIRE nói rằng "hầu hết sẽ mô tả [album] là những âm thanh của khoảng trống." Trong khi Giai đoạn 5 có các đoạn trích của nhạc cụ và giọng nói, thì Giai đoạn 6 có các bản phối nhạc trống rỗng, bao gồm tiếng rít và tanh tách, mà Hazelwood giải thích là miêu tả sự thờ ơ của bệnh nhân. Album thường bao gồm các bản ghép âm thanh trong đó tiếng nhạc có thể nghe được nhưng có vẻ xa xăm. Tên bài hát của nó có các cụm từ ít lâm sàng hơn và nhiều xúc cảm hơn, chẳng hạn như "A Confusion So Thick You Forget Forgetting" và "A Brutal Bliss Beyond This Empty Defeat". Nó có âm thanh khác xa An Empty Bliss và khắc họa sự lo lắng mạnh mẽ. Sau khi phát hành Giai đoạn 6, Kirby đã bình luận trên video YouTube của phiên bản hoàn chỉnh: "Cảm ơn sự ủng hộ trong suốt những năm qua. Cầu mong phòng khiêu vũ luôn luôn tồn tại vĩnh cửu. C'est fini."
Ca khúc cuối cùng, "Place in the World Fades Away", có các drone tiếng đàn organ được so sánh với nhạc phim năm 2014 của Hố đen tử thần. Tiếng organ cuối cùng nhường chỗ cho một chiếc máy hát. Đỉnh cao của Everywhere, sáu phút trước khi dự án kết thúc, có một dàn hợp xướng nghe rõ ràng được lấy từ một đĩa than đã xuống cấp. Series kết thúc bằng một phút im lặng tượng trưng cho cái chết của bệnh nhân. Mặc dù khoảnh khắc này gợi ra nhiều cách giải thích khác nhau từ các nhà bình luận, nhưng lý thuyết được các nhà phê bình và y học chấp nhận nhất là nó đại diện cho sự minh mẫn cuối đời, hiện tượng bệnh nhân trải qua một thời gian minh mẫn ngắn trước khi chết. Falisi coi đó là sự di chuyển linh hồn của bệnh nhân sang thế giới bên kia. Sáu phút cuối cùng lấy sample phần trình diễn aria "Lasst Mich Ihn Nur Noch Einmal Küssen" ("Hãy Để Tôi Hôn Anh Ấy Một Lần Cuối") từ bản nhạc St Luke Passion, BWV 246. Sample cũng được sử dụng trong ca khúc "Friends Past Reunited" từ Selected Memories. Điều này được một người đánh giá giải thích là một "khoảnh khắc quay về cội nguồn" của The Caretaker.

## Sản xuất

Leyland Kirby, năm 2019

Kirby đã sản xuất Everywhere at the End of Time tại một căn hộ ở Kraków bằng máy tính "được thiết kế đặc biệt để sản xuất âm nhạc". Kirby đã tạo ra nhiều bản nhạc cho giai đoạn đầu tiên hơn là trong toàn bộ lịch sử của nghệ danh. Các album được sản xuất một năm trước khi phát hành; Giai đoạn 3 bắt đầu phát triển vào tháng 9 năm 2016 và Giai đoạn 6 bắt đầu vào tháng 5 năm 2018. Kirby tuyên bố rằng ba giai đoạn đầu có "sự khác biệt tinh tế nhưng quan trọng", thể hiện cùng một phong cách chung "dựa trên tâm trạng và nhận thức của một người có tình trạng này sẽ cảm thấy." Kirby muốn quá trình master do Andreas "Lupo" Lubich thực hiện, để cho "âm thanh nhất quán trong suốt series". Chiến lược sáng tác xuyên suốt là sử dụng nhiều bản cover của các bài hát được lấy sample để liên kết các thông điệp cảm xúc cụ thể với mỗi bản nhạc. Thay vì mua các bản thu âm như khi sản xuất An Empty Bliss, Kirby đã tìm thấy hầu hết các bản sample trên mạng, nói rằng, "Bây giờ ta có thể tìm thấy mười phiên bản của một bài hát." Kirby lưu ý rằng Giai đoạn 1 lặp lại các đoạn ngắn của bài hát, trong khi Giai đoạn 2 sẽ để các sample phát hoàn toàn. Mô tả Giai đoạn 3 giống nhất với An Empty Bliss, Kirby cho biết các Giai đoạn 1–3 có thể được chơi xáo trộn trong khi vẫn gắn kết. Giữa thời điểm phát hành Giai đoạn 3 và Giai đoạn 4, Kirby thông báo là đang "chuyển nhà và studio".
Kirby tập trung sản xuất ba giai đoạn cuối cùng; với mục tiêu là tạo ra "sự hỗn loạn có thể nghe được". Kirby nói thêm rằng, trong khi sản xuất Giai đoạn 4, anh ấy nhận ra rằng ba giai đoạn cuối cùng "phải được thực hiện với cách nhìn hậu-nhận thức." Giải thích về cái tên này, Kirby đặt tên chúng là "hậu-nhận thức" bởi vì chúng thể hiện một bệnh nhân không nhận thức được chứng rối loạn. Kirby cho biết áp lực khi sản xuất ba giai đoạn cuối cùng, nói rằng, "Tôi sẽ hoàn thành một giai đoạn, master một giai đoạn khác, tất cả trong khi bắt đầu giai đoạn khác." Khi sáng tác giai đoạn thứ tư và thứ năm, Kirby tuyên bố mình sở hữu hơn 200 giờ âm nhạc và "biên soạn nó dựa trên tâm trạng". Landon Bates của tạp chí The Believer đã ví Giai đoạn 4 với "Radio Music" (1956) của nhà soạn nhạc John Cage, Kirby đã trả lời rằng phong cách âm nhạc độc đáo của Cage — âm nhạc với các yếu tố ngẫu nhiên — đã truyền cảm hứng cho các giai đoạn sau. Kirby cho biết Giai đoạn 5 là "một sự thay đổi khác biệt" so với Giai đoạn 4, viết rằng "nó không rõ ràng ngay lập tức nhưng là một triệu chứng quan trọng." Theo Kirby, việc sản xuất giai đoạn cuối là khó nhất, do sự kỳ vọng của công chúng và "sức nặng của năm [giai đoạn] trước đó đổ dồn hết vào giai đoạn này."

## Hình ảnh bao bì
Ivan Seal
Bìa album của Everywhere at the End of Time là những bức tranh sơn dầu trừu tượng của Ivan Seal, người bạn lâu năm của Kirby. Chúng được tối giản hóa và trở nên ít dễ nhận biết hơn theo từng giai đoạn; mỗi bức trình bày một đối tượng duy nhất và không có từ nào. Tiny Mix Tapes đã bao gồm Beaten Frowns After—bìa album của Giai đoạn 1—trong danh sách bìa album xuất sắc nhất của năm 2016 và những năm 2010 của họ. Một số người đã so sánh Kirby và Seal: cả hai đều sinh ra ở Anh và có cách sản xuất nghệ thuật tương tự nhau. Seal vẽ đồ vật dựa trên trí nhớ, nói rằng: "Nghệ thuật luôn được tạo ra từ trí nhớ".

Ivan Seal, bạn của Kirby, người đã tạo bìa album

Ba bìa album đầu tiên có tựa đề lần lượt là Beaten Frowns After (2016), Pittor Pickgown in Khatheinstersper (2015) và Hag (2014). Beaten Frowns After biểu thị một cuộn giấy màu xám đang trải ra trên một đường chân trời trống, với các nếp gấp của cuộn giấy tương tự như nếp nhăn của não, mà Sydney Leahy của Teen Ink đã ví như nhận thức của bệnh nhân về sự tiến triển của bệnh. Pittor Pickgown in Khatheinstersper mô tả bốn bông hoa héo trong một chiếc bình đá trừu tượng đã hỏng. Hag trình bày một cây tảo bẹ bị bóp méo đến cực điểm, mà Sam Goldner của Tiny Mix Tapes mô tả là "một cái bình tràn ra thành những gợn sóng rối loạn."
Các bức tranh cho ba giai đoạn cuối lần lượt có tựa đề Giltsholder (2017), Eptitranxisticemestionscers Desending (2017) và Necrotomigaud (2018). Giltsholder là tác phẩm đầu tiên vẽ người, dưới dạng một bức tượng bán thân màu xanh lam và xanh lá cây với các đặc điểm khuôn mặt khó nhận ra. Theo Goldner, bức tượng có vẻ mỉm cười khi nhìn từ xa; Leahy giải thích nó đại diện cho việc bệnh nhân không còn khả năng nhận ra một con người. Được coi là tác phẩm trừu tượng nhất, Eptitranxisticemestionscers Desending mô tả một khối trừu tượng, mà các nhà báo cho rằng đó là một người phụ nữ hoặc một cầu thang màu đá cẩm thạch. Hazelwood giải thích nó là một biểu tượng cho tâm trí của bệnh nhân; mặc dù nó đã từng trình bày những kỉ nhiệm, nhưng bây giờ nó không thể nhận ra được. Necrotomigaud trình bày một bảng vẽ với một hình vuông làm bằng băng dính màu xanh lam được gắn lỏng lẻo, phản ánh sự trống rỗng xúc cảm của Giai đoạn 6.
Các bức tranh của Seal và âm nhạc của The Caretaker đã được giới thiệu trong triển lãm nghệ thuật Everywhere, An Empty Bliss năm 2019 của công ty FRAC Auvergne tại Pháp, giới thiệu các tài liệu về tác phẩm của cả hai và tiết lộ tên bìa album. Trước đó, các bức tranh của Seal cũng đã được giới thiệu gần một trong những buổi biểu diễn của Kirby trong cuộc triển lãm Cukuwruums năm 2019. Vào năm 2018, khi được hỏi tại sao các trang kỹ thuật số của album đã trình bày chi tiết khái niệm bằng văn bản nhưng bao bì album lại không bao gồm các mô tả như vậy, Kirby nói rằng các bức tranh của Seal đều quan trọng đối với từng giai đoạn và rất vui khi được sử dụng chúng làm bìa album. Nói về sự trùng lặp giữa tầm nhìn nghệ thuật của họ, Kirby nói rằng cả hai "chạm nhau theo một cách tuyệt vời". Kirby tin rằng những ghi chú lót của mình sẽ làm xao nhãng nghệ thuật của Seal và giữ chúng ở dạng kỹ thuật số để dành cho những người nghe "tìm kiếm sâu hơn một chút".

## Phát hành và phát triển sau này
Kirby ban đầu dự định rằng sẽ không sản xuất Everywhere. Sáu tháng trước khi phát hành giai đoạn đầu tiên, anh ấy đã nói chuyện về album với những người khác, giải thích rằng mình "muốn chắc chắn rằng nó không ra vẻ cao ngạo, kiêu căng." Các album đã được phát hành trong ba năm: giai đoạn đầu tiên vào năm 2016, hai giai đoạn tiếp theo vào năm 2017, hai giai đoạn áp chót vào năm 2018 và giai đoạn cuối cùng vào năm 2019. Theo Kirby, việc phát hành được thực hiện để "mang lại cảm giác thời gian trôi qua" cho người nghe. Mặc dù bày tỏ lo ngại về chứng mất trí nhớ với góc nhìn là một vấn đề xã hội, Kirby cho biết chứng rối loạn này không ảnh hưởng đến bản thân "ở mức độ cá nhân", gọi nó là "một sự mê hoặc hơn là nỗi sợ hãi". Kirby lưu ý rằng trải nghiệm của mỗi bệnh nhân sa sút trí nhớ khác với từng cá nhân, khẳng định mô tả của mình là "duy nhất đối với The Caretaker". Kirby cho biết nhạc của mình không có trên Spotify do những lời chỉ trích của bản thân về nó và "sự liên tục phá giá âm nhạc của các doanh nghiệp lớn và các dịch vụ phát trực tuyến."
Tất cả các giai đoạn đều là sự phản ánh dưới dạng nghệ thuật của các triệu chứng cụ thể mà có thể phổ biến với sự tiến triển và tăng tiến của các dạng Alzheimer khác nhau.
Leyland Kirby
Khi phát hành giai đoạn đầu tiên vào ngày 22 tháng 9 năm 2016, Kirby đã công bố chủ đề của series: những album thể hiện "sự tiến triển, mất mát và tan rã" khi chúng rơi xuống "vực thẳm của sự mất trí nhớ hoàn toàn". Một số nhà phê bình đã bối rối trước những tuyên bố này; Jordan Darville của The Fader đã viết một bài viết báo cáo rằng Kirby được chẩn đoán mắc chứng mất trí nhớ giai đoạn đầu, cũng như Marvin Lin của Tiny Mix Tapes. Cả hai ấn phẩm đều cập nhật các bài viết của họ khi Kirby làm rõ rằng bản thân không bị mắc chứng mất trí nhớ; mà là nghệ danh The Caretaker. Kirby tuyên bố, "không cố ý nếu có bất kỳ [nhầm lẫn] nào." Cùng ngày phát hành Giai đoạn 3, Kirby phát hành album phòng thu We, So Tired of All the Darkness in Our Lives. Phát hành Giai đoạn 5, thông cáo báo chí của Kirby đã so sánh sự tiến triển của series với quá trình Brexit đang diễn ra vào thời điểm đó. Bản thu âm cuối cùng của Caretaker, được phát hành cùng với Giai đoạn 6, là Everywhere, an Empty Bliss (2019), một album tổng hợp các tác phẩm ban đầu có ý định sử dụng trên Everywhere.
Nghệ sĩ thị giác ẩn danh Weirdcore đã tạo video âm nhạc cho hai giai đoạn đầu tiên, cả hai đều được tải lên kênh YouTube "vvmtest" của Kirby. Weirdcore được biết đến với việc tạo ra hình ảnh thị giác cho Aphex Twin. Kirby cho biết hình ảnh thị giác rất quan trọng đối với âm nhạc của mình và gọi chúng là "vượt ra thế giới khác". Vào năm 2020, video của Weirdcore đã được giới thiệu với âm nhạc của Kirby trong một video YouTube có tiêu đề "[−0º]"; nó đã được chọn là một trong những tác phẩm nghe nhìn hay nhất của năm bởi Fact. Tính đến ngày 14 tháng 7, 2025, không có video âm nhạc chính thức nào trên vvmtest cho bốn giai đoạn sau.

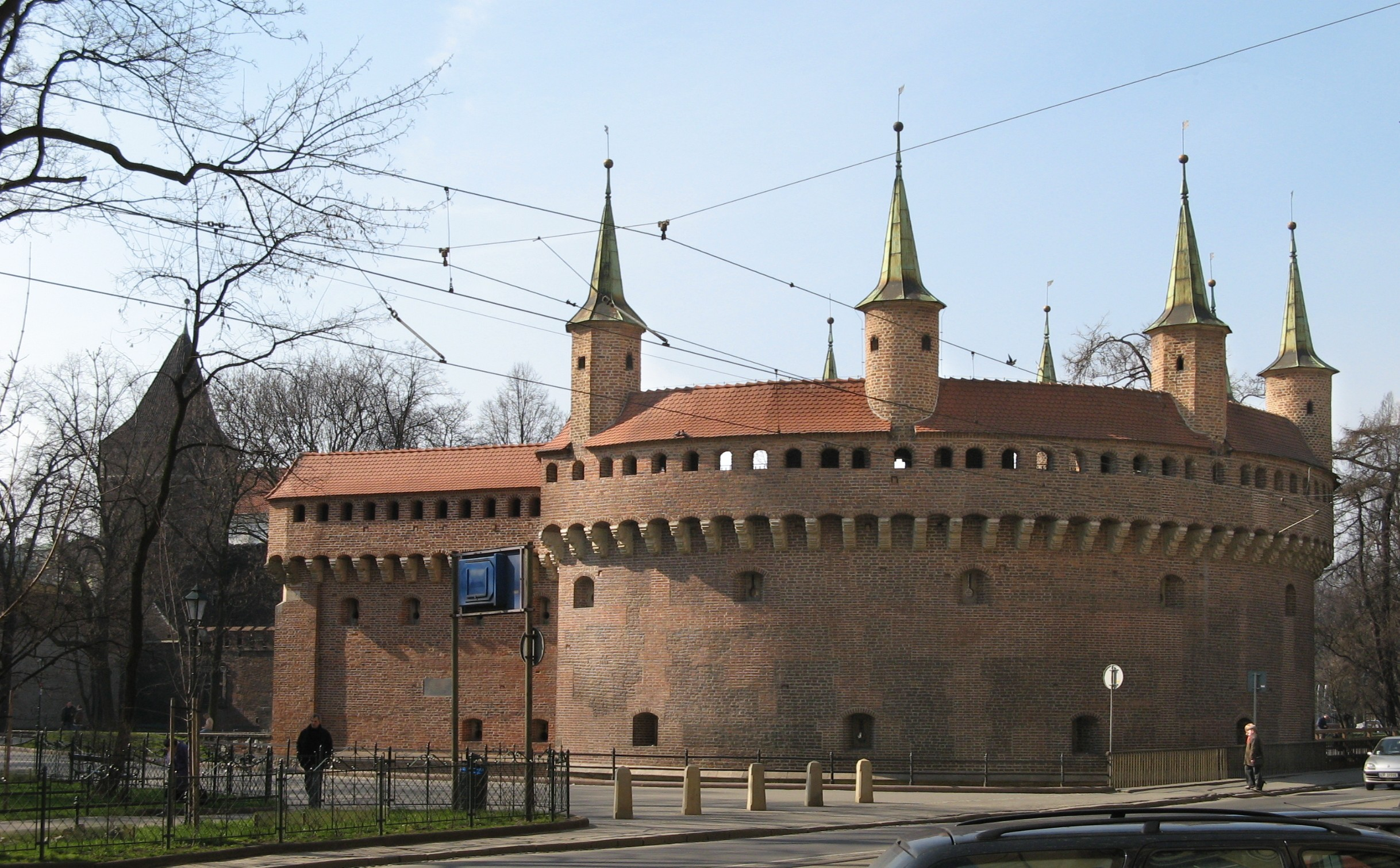
Thành lũy Kraków, nơi Kirby đã biểu diễn năm 2017

Vào tháng 12 năm 2017, Kirby đã biểu diễn tại Thành lũy Kraków cho Lễ hội Unsound ở Ba Lan. Chương trình là lần đầu tiên biểu diễn của Kirby kể từ năm 2011, có các tác phẩm của Seal và hình ảnh thị giác của Weirdcore. Các video âm nhạc sau đó được trình bày trong suốt các buổi biểu diễn tiếp theo của The Caretaker. Vào tháng 3 năm 2018, Kirby được giới thiệu tại Festival Présences électronique ở Paris, nơi Kirby trình diễn một phiên bản của bài hát "Ce Soir" (1944) của Tino Rossi. Kirby đã tham gia chương trình "Solidarity" tháng 5 năm 2019 của Unsound, cũng tại Kraków. Vào tháng 4 năm 2020, Kirby có kế hoạch sẽ biểu diễn trực tiếp cho Lễ hội Rewire "[Re]setting", sẽ diễn ra tại La Hay ở Hà Lan; chương trình đã bị hủy bỏ do đại dịch COVID-19. Tuy nhiên, Kirby dự định có một cuộc phỏng vấn và biểu diễn trên Rewire cũng tại La Hay dự kiến diễn ra vào ngày 6–10 tháng 4 năm 2023. Kirby đã biểu diễn tại Donaufestival Krems vào ngày 7 tháng 5 năm 2022, và tại Primavera Sound Barcelona vào ngày 3 tháng 6. Trước đây bày tỏ sự ngần ngại khi biểu diễn, Kirby cho biết giờ mình sẽ khiến mỗi buổi biểu diễn trở thành "một trận chiến để chiến thắng sự rối loạn". Kirby nói thêm rằng Weirdcore sẽ biến những bức tranh của Seal trở nên "sống động", với nghệ thuật thị giác cũng khám phá ý tưởng làm công chúng "phát ốm".

## Đánh giá của giới phê bình
| Đánh giá chuyên môn | Đánh giá chuyên môn                                                                               |
| Nguồn đánh giá      | Nguồn đánh giá                                                                                    |
| Nguồn               | Đánh giá                                                                                          |
| ------------------- | ------------------------------------------------------------------------------------------------- |
| AllMusic            | (Giai đoạn 1–3) · (Giai đoạn 4–6)                                                                 |
| Ondarock            | 9/10 (Giai đoạn 1) 8/10 (Giai đoạn 6)                                                             |
| Pitchfork           | 7.3/10 (Giai đoạn 1) 7.9/10 (Giai đoạn 4)                                                         |
| Resident Advisor    | 4.3/5 (Giai đoạn 6)                                                                               |
| Tiny Mix Tapes      | 4/5 (Giai đoạn 1) 3.5/5 (Giai đoạn 2) 4.5/5 (Giai đoạn 4) 3.5/5 (Giai đoạn 5) 4.5/5 (Giai đoạn 6) |

Everywhere at the End of Time nhận được những đánh giá ngày càng tích cực khi nó tiến triển, với một nhà báo giả thuyết rằng việc Kirby mở rộng đề tài của An Empty Bliss là do khái niệm như vậy "vượt quá khả năng của một bản ghi dài khoảng 40 phút". Vào tháng 3 năm 2021, nó đạt đỉnh là kỷ lục bán chạy nhất trên Boomkat. Tính đến ngày 14 tháng 7, 2025, nó vẫn là một trong những đĩa hát ambient u ám bán chạy nhất của Bandcamp. Ban đầu, để đáp lại "văn hóa phản ứng tức thời ngày nay", Kirby nói, "những phần này đã được lặp lại vì một lý do cụ thể... rồi sẽ trở nên rõ ràng hơn."
Ba giai đoạn đầu của series bị chỉ trích vì cách miêu tả chứng mất trí nhớ của chúng. Brian Howe của Pitchfork bày tỏ lo ngại rằng giai đoạn đầu tiên có thể là một quan điểm lãng mạn hóa, nếu không muốn nói là bóc lột, về một căn bệnh tâm thần. Howe nhận thấy mô tả của Kirby không chính xác vì đã "chứng kiến bà của [mình] phải chống chọi với nó trong một thập kỷ trước khi bà qua đời, và nó rất giống một 'một giấc mơ ban trưa đẹp'. Thực tế là, không có gì thẩm mỹ về nó cả." Pat Beane của Tiny Mix Tapes coi Giai đoạn 1 là "buổi nghe thú vị nhất từ [t]he Caretaker", mặc dù Falisi coi Giai đoạn 2 không phải là "suy tàn hay vẻ đẹp", "chẩn đoán hay thuốc chữa". Năm 2021, Hazelwood mô tả Giai đoạn 3 là "túi thủ thuật" mặc định của Kirby, nhưng lập luận rằng những thủ thuật này "rất cần thiết cho cuộc hành trình"; Hazelwood theo dõi điều này bằng cách gọi ba giai đoạn đầu tiên là "dễ tiêu" và "quá nhanh. Gần như quá nhanh". Hazelwood lập luận rằng "nếu không có những giai đoạn đó và sự thoải mái của chúng, quá trình chuyển đổi sang Giai đoạn 4 sẽ không có tác động mạnh mẽ của nó."
Mô tả của ba giai đoạn cuối về chứng mất trí nhớ thường được mô tả là tốt hơn. Người đóng góp cho Pitchfork, Miles Bowe mô tả Giai đoạn 4 là đã tránh "nguy cơ lãng mạn hóa nhạt nhẽo", và Goldner cảm thấy rằng kỷ lục đã "phá vỡ vòng lặp", mặc dù cũng nói thêm rằng "Temporary Bliss State" không phải là "chứng mất trí nhớ thực sự". Falisi, viết về Goldner, đã ca ngợi Giai đoạn 5, mô tả âm thanh của album là "nỗi nghẹn ngào kỳ lạ của sự thiếu khuyết", và lập luận, "Nếu vật đó đã biến mất, tại sao tôi vẫn cảm thấy nó?" Các phép so sánh cho Giai đoạn 6 dao động từ "sự sa sút tâm thần được thể hiện trong chuyển động chậm một cách đau đớn" đến "một thứ gì đó vượt ra ngoài ambient có sự nhức nhối của vũ trụ." Các nhà phê bình thường mô tả Giai đoạn 6 với những lời khen ngợi bổ sung; một người gọi nó là một "tác phẩm nghệ thuật âm thanh đáng kinh ngạc" với "một sức mạnh đặc biệt".
Các nhà phê bình cũng đã bình luận về những cảm xúc mà series gợi lên nói chung. Dave Gurney của Tiny Mix Tapes gọi nó là "đáng sợ", trong khi Hazelwood nói rằng âm nhạc của nó "gắn bó với bạn, những giai điệu của nó ám ảnh và lây nhiễm." Luka Vukos, trong bài đánh giá của mình cho blog HeadStuff, lập luận rằng "cỗ máy thấu cảm" của sức mạnh "được đặc trưng không phải bởi lời nói". Sau khi viết về một số bản nhạc trước đây của Kirby, Simon Reynolds cho biết The Caretaker "có thể đổi tên mình thành the Caregiver, vì trong dự án này, anh ta giống một y tá trong nhà an dưỡng cuối đời dành cho người mắc bệnh nan y." Theo ý kiến của Reynolds, "các tiêu đề gây đau lòng và thường mô tả tiếng nhạc hiệu quả hơn những gì người đánh giá có thể làm được."

### Chứng nhận
Everywhere at the End of Time xuất hiện nhiều nhất trong danh sách cuối năm của The Quietus và Tiny Mix Tapes. Tiny Mix Tapes đã trao giải thưởng "EUREKA!" cho giai đoạn đầu tiên, thứ tư và thứ sáu là, được trao cho các album "khám phá giới hạn của tiếng ồn và âm nhạc" và "đáng được xem xét cẩn thận". Resident Advisor đã đưa Giai đoạn 6 vào danh sách các album hay nhất năm 2019. Người đóng góp cho the Quietus, Maria Perevedentseva đã chọn "We Don't Have Many Days" là một trong những bài hát hay nhất năm 2016; Giai đoạn 5 sau đó sẽ được đưa vào danh sách âm nhạc hay nhất của ấn phẩm của tháng 9 năm 2018. Giai đoạn 6 được gọi tên là "Đánh giá chính" của trang web trong tuần và là bản phát hành âm nhạc "hỗn tạp" hay nhất năm 2019.
| Album         | Năm  | Ấn phẩm                  | Danh sách    | Vị trí |
| ------------- | ---- | ------------------------ | ------------ | ------ |
| Giai đoạn 1   | 2016 | The Quietus              | Cuối năm     | 16     |
| Giai đoạn 1   | 2016 | Tiny Mix Tapes           | Cuối năm     | 35     |
| Giai đoạn 2   | 2017 | The Quietus              | Cuối quý     | 88     |
| Giai đoạn 3   | 2017 | The Quietus              | Cuối năm     | 39     |
| Giai đoạn 4   | 2018 | Tiny Mix Tapes           | Cuối năm     | 26     |
| Giai đoạn 4   | 2018 | The Quietus              | Cuối quý     | 37     |
| Giai đoạn 5   | 2018 | The Quietus              | Cuối năm     | 45     |
| Giai đoạn 6   | 2019 | The Quietus              | Cuối quý     | 59     |
| Giai đoạn 6   | 2019 | Obscure Sound            | Cuối năm     | 19     |
| Giai đoạn 6   | 2019 | Ondarock                 | Cuối năm     | 37     |
| Giai đoạn 6   | 2019 | Il Giornale della Musica | Cuối năm     | 12     |
| Giai đoạn 1–6 | 2019 | A Closer Listen          | Cuối thập kỉ | 4      |
| Giai đoạn 1–6 | 2019 | Tiny Mix Tapes           | Cuối thập kỉ | 41     |
| Giai đoạn 1–6 | 2019 | Ondarock                 | Cuối thập kỉ | 40     |
| Giai đoạn 1–6 | 2019 | Spex                     | Cuối thập kỉ | 133    |
| Giai đoạn 4–6 | 2019 | The Wire                 | Cuối năm     | 35     |

## Tầm ảnh hưởng
Được coi là một trong những album hay nhất của những năm 2010, Everywhere at the End of Time được một số nhà phê bình và nhạc sĩ coi là kiệt tác của Kirby. Một nhà phê bình đã chỉ ra hai giai đoạn áp chót, những giai đoạn hỗn loạn nhất, khiến người nghe suy ngẫm về cảm giác bị mất trí nhớ. Sự hình thành khái niệm của Everywhere cũng được công nhận: cách miêu tả chứng mất trí nhớ được The Vinyl Factory mô tả là "đáng kể về cảm xúc" và Corey Seymour của Vogue là "đổi đời". Nhà báo Jessie Dunn Rovinelli của Tiny Mix Tapes nói rằng kết thúc "ngô nghê" của Giai đoạn 6 cho người nghe "cái bản phát hành mà khái niệm của [Kirby] có thể muốn từ chối nhưng tâm trí đang suy tàn, tồi tệ của chúng tôi muốn." Lấy cảm hứng từ The Caretaker, album Memories Overlooked bao gồm 100 ca khúc do người hâm mộ thực hiện đã được phát hành vào năm 2017 bởi các nhạc sĩ vaporwave có người thân lớn tuổi bị mất trí nhớ. Cây bút Darren McGarvey của Daily Record khẳng định bản thân cảm thấy "bị đánh bởi một cảm giác biết ơn sâu sắc" sau khi nghe Everywhere hoàn toàn, nói rằng đó là "sức mạnh của một tác phẩm nghệ thuật hoàn thiện", và nhà báo Cole Quinn đã gọi Everywhere là album vĩ đại nhất mọi thời đại.

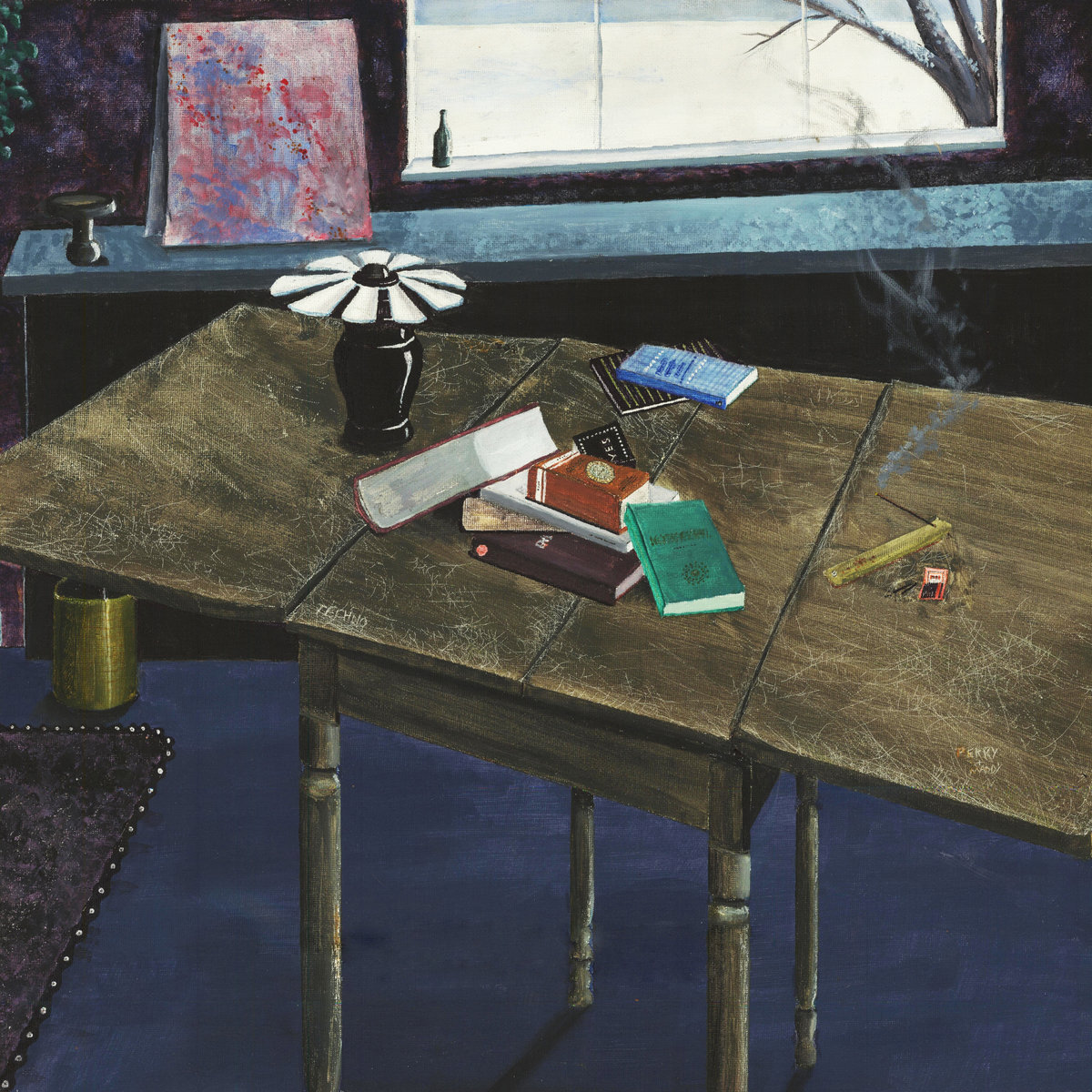
Năm 2017, các nhạc sĩ vaporwave có người thân lớn tuổi mắc bệnh Alzheimer đã sản xuất album Memories Overlooked có thời lượng bảy tiếng để tưởng nhớ The Caretaker. Vào năm 2020, người dùng Internet đã phổ biến series vì sự phản ánh chứng mất trí nhớ của nó, và tạo ra các creepypasta và meme-những nội dung liên quan tới nó.

Vào tháng 1 năm 2020, YouTuber Solar Sands đã tải lên video "Bạn có thể gọi tên một vật thể trong bức tranh này không?"; khám phá các khía cạnh của nghệ thuật của Seal trong Everywhere, nó đã nhận được hơn 3,6 triệu lượt xem tính đến ngày 14 tháng 7, 2025. Cuối tháng 10, người dùng trên mạng xã hội TikTok đã thách thức những người dùng khác để nghe toàn bộ series trong một lần nghe, do thời lượng dài và sự ám ảnh của nó. Kirby biết tới hiện tượng này từ sự tăng trưởng theo cấp số nhân của số lượt xem trên video YouTube của series (hơn 26 triệu tính đến ngày 14 tháng 7, 2025); chỉ 12% trong số đó đến từ thuật toán của nền tảng, trong khi các tìm kiếm trực tiếp chiếm hơn 50%. Trong một video mà một số tác giả giả thuyết nguyên nhân gây ra sự nổi tiếng của Everywhere, Youtuber A Bucket of Jake đã gọi series là "album u ám nhất mà tôi từng nghe". Sau sự nổi tiếng của nó, series thường xuất hiện trên các đề xuất ambient của Bandcamp.
Một số người dùng TikTok đã chia sẻ những câu chuyện creepypasta hư cấu của series với tuyên bố rằng nó chữa khỏi bệnh cho bệnh nhân hoặc ngược lại, nó gây ra các triệu chứng của bệnh mất trí nhớ ở mọi người. Những tuyên bố và thách thức lắng nghe đã gây ra phản ứng tiêu cực từ những người khác, những người cảm thấy như thế là xúc phạm các bệnh nhân. Kirby, tuy nhiên, không cảm thấy như vậy, mà thay vào đó xem series này mang lại cho thanh thiếu niên "sự hiểu biết về các triệu chứng mà một người mắc chứng mất trí nhớ có thể gặp phải." Lazlo Rugoff của The Vinyl Factory nhận thấy hiện tượng TikTok đã thu hút một lượng khán giả là thanh thiếu niên đến với âm nhạc của Kirby; Rugoff xác định các album là "véctơ cho sự hiểu biết về chứng mất trí". Sau đó, Everywhere được biên tập viên chính về âm nhạc của TikTok Hoa Kỳ, William Gruger, gọi là một "thành công ngoài dự kiến" trong một báo cáo cho Variety. Series đã được tiếp tục sử dụng như một meme trong suốt đầu những năm 2020, trùng với thời kỳ đại dịch COVID-19 và các vấn đề sức khỏe tâm thần đối với thanh thiếu niên.
Vào năm 2021, Everywhere đã gây được sự chú ý trong cộng đồng mod của trò chơi Friday Night Funkin' (2020); bản mod Everywhere at the End of Funk được Wren Romero của nhóm thể thao điện tử Gamurs mô tả là "một trong những trải nghiệm độc đáo nhất của bất kỳ bản mod FNF nào." Series cũng được phổ biến vì liên quan đến The Backrooms, một creepypasta về một không gian văn phòng trống trải dài vô tận, mà nhà văn Silvia Trevisson cho rằng xuất phát từ những miêu tả về trạng thái tâm trí tương tự nhau.

### Đánh giá của giới chuyên môn y tế
Các phản ứng của giới chuyên môn y tế đối với Everywhere at the End of Time nhìn chung là tích cực. Brian Browne, chủ tịch của Dementia Care Education, ca ngợi sự chú ý mới của series, vì "nó tạo ra sự đồng cảm cần thiết." Một nhà nghiên cứu của Đại học bang Iowa thấy rằng loạt album trình bày "thực tế ớn lạnh" của bệnh Alzheimer, làm nổi bật sự tiến triển dần dần của sự bình tĩnh thành sự lú lẫn. Một phần tích cực đối với công việc của Kirby, nhà thần kinh tâm lý học người Pháp Hervé Platel ca ngợi cách tiếp cận của Everywhere và sự thành thật nói chung về quá trình mất trí nhớ. Tuy nhiên, Platel cũng chỉ trích series gây ấn tượng về trí nhớ như một hệ thống mạch lạc, giải thích rằng trí nhớ về âm nhạc là kí ức cuối cùng biến mất.

## Danh sách ca khúc
| Giai đoạn 1      | Giai đoạn 1                                    | Giai đoạn 1 |
| STT              | Nhan đề                                        | Thời lượng  |
| ---------------- | ---------------------------------------------- | ----------- |
| 1.               | "A1 – It's Just a Burning Memory"              | 3:32        |
| 2.               | "A2 – We Don't Have Many Days"                 | 3:30        |
| 3.               | "A3 – Late Afternoon Drifting"                 | 3:35        |
| 4.               | "A4 – Childishly Fresh Eyes"                   | 2:58        |
| 5.               | "A5 – Slightly Bewildered"                     | 2:01        |
| 6.               | "A6 – Things That Are Beautiful and Transient" | 4:34        |
| 7.               | "B1 – All That Follows Is True"                | 3:31        |
| 8.               | "B2 – An Autumnal Equinox"                     | 2:46        |
| 9.               | "B3 – Quiet Internal Rebellions"               | 3:30        |
| 10.              | "B4 – The Loves of My Entire Life"             | 4:04        |
| 11.              | "B5 – Into Each Others Eyes"                   | 4:36        |
| 12.              | "B6 – My Heart Will Stop in Joy"               | 2:41        |
| Tổng thời lượng: | Tổng thời lượng:                               | 41:23       |

| Giai đoạn 2      | Giai đoạn 2                                    | Giai đoạn 2 |
| STT              | Nhan đề                                        | Thời lượng  |
| ---------------- | ---------------------------------------------- | ----------- |
| 13.              | "C1 – A Losing Battle Is Raging"               | 4:37        |
| 14.              | "C2 – Misplaced in Time"                       | 4:42        |
| 15.              | "C3 – What Does It Matter How My Heart Breaks" | 2:37        |
| 16.              | "C4 – Glimpses of Hope in Trying Times"        | 4:43        |
| 17.              | "C5 – Surrendering to Despair"                 | 5:03        |
| 18.              | "D1 – I Still Feel As Though I Am Me"          | 4:07        |
| 19.              | "D2 – Quiet Dusk Coming Early"                 | 3:36        |
| 20.              | "D3 – Last Moments of Pure Recall"             | 3:52        |
| 21.              | "D4 – Denial Unravelling"                      | 4:16        |
| 22.              | "D5 – The Way Ahead Feels Lonely"              | 4:15        |
| Tổng thời lượng: | Tổng thời lượng:                               | 41:54       |

| Giai đoạn 3      | Giai đoạn 3                                               | Giai đoạn 3 |
| STT              | Nhan đề                                                   | Thời lượng  |
| ---------------- | --------------------------------------------------------- | ----------- |
| 23.              | "E1 – Back There Benjamin"                                | 4:14        |
| 24.              | "E2 – And Heart Breaks"                                   | 4:05        |
| 25.              | "E3 – Hidden Sea Buried Deep"                             | 1:20        |
| 26.              | "E4 – Libet's All Joyful Camaraderie"                     | 3:12        |
| 27.              | "E5 – To the Minimal Great Hidden"                        | 1:41        |
| 28.              | "E6 – Sublime Beyond Loss"                                | 2:10        |
| 29.              | "E7 – Bewildered in Other Eyes"                           | 1:51        |
| 30.              | "E8 – Long Term Dusk Glimpses"                            | 3:33        |
| 31.              | "F1 – Gradations of Arms Length"                          | 1:31        |
| 32.              | "F2 – Drifting Time Misplaced" ("Drifting Time Replaced") | 4:15        |
| 33.              | "F3 – Internal Bewildered World"                          | 3:29        |
| 34.              | "F4 – Burning Despair Does Ache"                          | 2:37        |
| 35.              | "F5 – Aching Cavern Without Lucidity"                     | 1:19        |
| 36.              | "F6 – An Empty Bliss Beyond This World"                   | 3:36        |
| 37.              | "F7 – Libet Delay"                                        | 3:57        |
| 38.              | "F8 – Mournful Cameraderie"                               | 2:39        |
| Tổng thời lượng: | Tổng thời lượng:                                          | 45:35       |

| Giai đoạn 4      | Giai đoạn 4                      | Giai đoạn 4 |
| STT              | Nhan đề                          | Thời lượng  |
| ---------------- | -------------------------------- | ----------- |
| 39.              | "G1 – Post Awareness Confusions" | 22:09       |
| 40.              | "H1 – Post Awareness Confusions" | 21:53       |
| 41.              | "I1 – Temporary Bliss State"     | 21:01       |
| 42.              | "J1 – Post Awareness Confusions" | 22:16       |
| Tổng thời lượng: | Tổng thời lượng:                 | 87:20       |

| Giai đoạn 5      | Giai đoạn 5                                  | Giai đoạn 5 |
| STT              | Nhan đề                                      | Thời lượng  |
| ---------------- | -------------------------------------------- | ----------- |
| 43.              | "K1 – Advanced Plaque Entanglements"         | 22:35       |
| 44.              | "L1 – Advanced Plaque Entanglements"         | 22:48       |
| 45.              | "M1 – Synapse Retrogenesis"                  | 20:48       |
| 46.              | "N1 – Sudden Time Regression into Isolation" | 22:08       |
| Tổng thời lượng: | Tổng thời lượng:                             | 88:20       |

| Giai đoạn 6      | Giai đoạn 6                                       | Giai đoạn 6 |
| STT              | Nhan đề                                           | Thời lượng  |
| ---------------- | ------------------------------------------------- | ----------- |
| 47.              | "O1 – A Confusion So Thick You Forget Forgetting" | 21:52       |
| 48.              | "P1 – A Brutal Bliss Beyond This Empty Defeat"    | 21:36       |
| 49.              | "Q1 – Long Decline Is Over"                       | 21:09       |
| 50.              | "R1 – Place in the World Fades Away"              | 21:19       |
| Tổng thời lượng: | Tổng thời lượng:                                  | 85:57       |

## Nhân lực
- Leyland Kirby – sản xuất
- Ivan Seal – hình ảnh
- Andreas Lubich – mastering

## Lịch sử phát hành
Tất cả được phát hành trên toàn thế giới bởi hãng thu âm History Always Favors the Winners.
| Ngày                 | Phuơng thức    | Mã số phát hành    |
| -------------------- | -------------- | ------------------ |
| 12 tháng 10 năm 2017 | 3×CD tải xuống | HAFTWCD0103        |
| 7 tháng 4 năm 2019   | 3×đĩa than     | HAFTW025026027-SET |
| 11 tháng 2 năm 2021  | 3×đĩa than     | HAFTW025026027-SET |
| 21 tháng 5 năm 2021  | 3×đĩa than     | HAFTW025026027-SET |
| 24 tháng 9 năm 2021  | 3×đĩa than     | HAFTW025026027-SET |
| 24 tháng 10 năm 2021 | 3×đĩa than     | HAFTW025026027-SET |
| 13 tháng 5 năm 2022  | 3×đĩa than     | HAFTW025026027-SET |
| 15 tháng 9 năm 2022  | 3×đĩa than     | HAFTW025026027-SET |

| Ngày                 | Phuơng thức    | Mã số phát hành    |
| -------------------- | -------------- | ------------------ |
| 14 tháng 3 năm 2019  | 4×CD tải xuống | HAFTWCD0406        |
| 23 tháng 9 năm 2020  | 4×CD tải xuống | HAFTWCD0406        |
| 3 tháng 11 năm 2021  | 4×CD tải xuống | HAFTWCD0406        |
| 3 tháng 1 năm 2022   | 4×CD tải xuống | HAFTWCD0406        |
| 14 tháng 3 năm 2019  | 6×đĩa than     | HAFTW028029030-SET |
| 7 tháng 4 năm 2019   | 6×đĩa than     | HAFTW028029030-SET |
| 25 tháng 2 năm 2021  | 6×đĩa than     | HAFTW028029030-SET |
| 28 tháng 5 năm 2021  | 6×đĩa than     | HAFTW028029030-SET |
| 17 tháng 3 năm 2022  | 6×đĩa than     | HAFTW028029030-SET |
| 4 tháng 4 năm 2022   | 6×đĩa than     | HAFTW028029030-SET |
| 23 tháng 9 năm 2022  | 6×đĩa than     | HAFTW028029030-SET |
| 14 tháng 10 năm 2022 | 6×đĩa than     | HAFTW028029030-SET |